# ریگر
ریگر (به خط تاجیکی: ҷамоати деҳоти Регар)(نام پیشین: گرو، Гарав) جماعت دهات و روستایی در کشور تاجیکستان است که در ناحیهٔ ترسون‌زاده ناحیه‌های تابع جمهوری قرار دارد. جمعیت این جماعت ۱۳۷۹۵ است.

## لیست دهات تابعه
- اتفاق (Иттифоқ)
- بین‌الملل (Байналмилал)
- دیهقان‌آباد (Деҳқонобод)
- ریگر  (Регар)
- شادیانه (Шодиёна)
- شهرسبز (Шаҳрисабз)
- غَوَر (Ғарав)
- فیض‌آباد (Файзобод)
- نعمت‌بچه (Неъматбача)
- نوآباد (Навобод)
- نوبهار (Навбаҳор)